# Trofeu Iaixin
El Trofeu Iaixin és un guardó futbolístic que entrega anualment la revista France Football al millor porter.
El premi rep el nom del porter rus (soviètic) Lev Iaixin, i el guanyador és triat pels guanyadors precedents de la Pilota d'Or.
El premi fou establert el 2019, i el primer guanyador fou el braliser Alisson Becker.

## Guanyadors

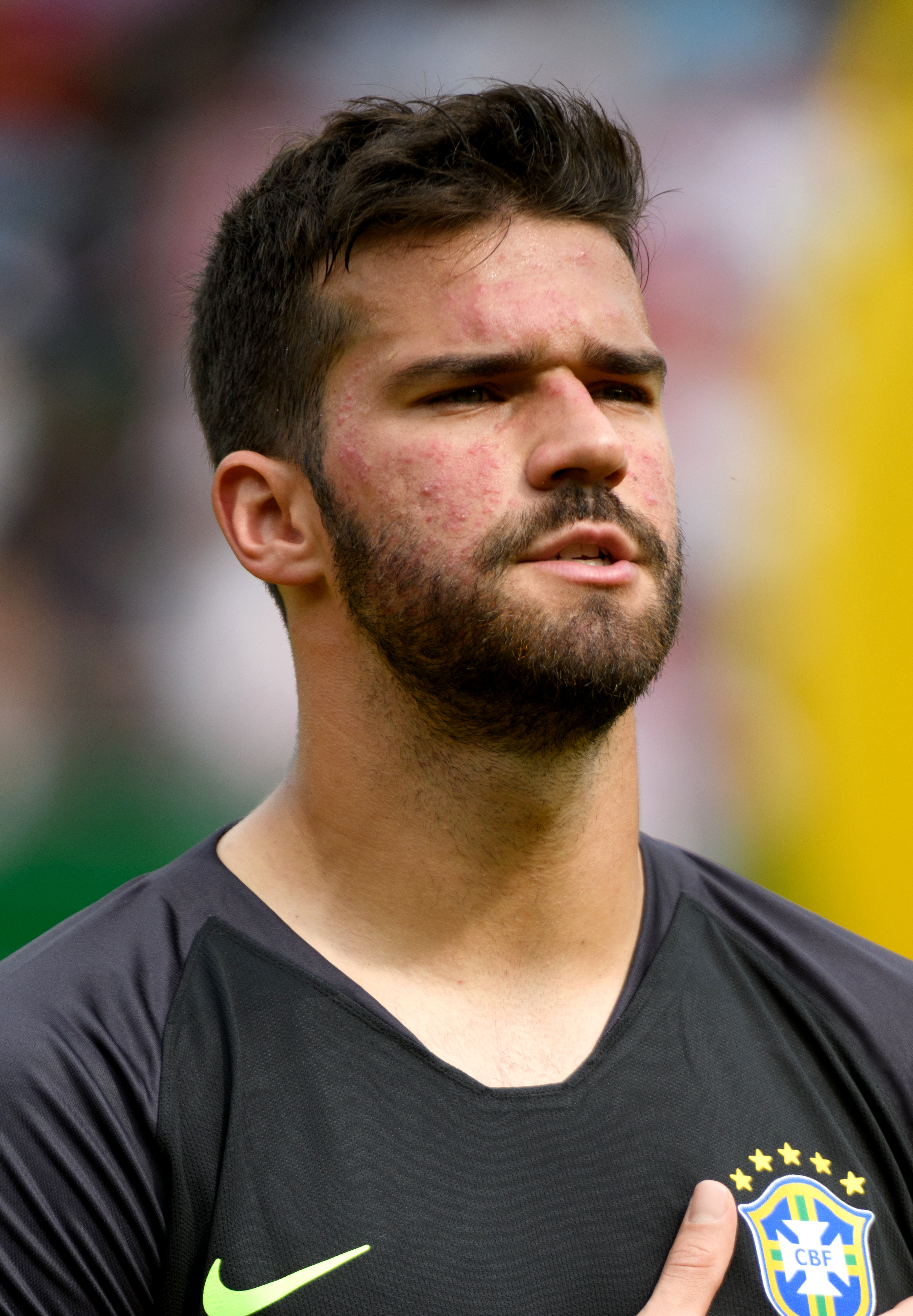
Alisson, guanyador del primer trofeu

| Any  | Lloc                                   | Jugador                                | Club(s)                                | Punts                                  |
| ---- | -------------------------------------- | -------------------------------------- | -------------------------------------- | -------------------------------------- |
| 2019 | 1r                                     | Alisson                                | Liverpool FC                           | 795                                    |
| 2019 | 2n                                     | Marc-André ter Stegen                  | FC Barcelona                           | 284                                    |
| 2019 | 3r                                     | Ederson                                | Manchester City FC                     | 142                                    |
|      |                                        |                                        |                                        |                                        |
| 2020 | Cancel·lat per la pandèmia de COVID-19 | Cancel·lat per la pandèmia de COVID-19 | Cancel·lat per la pandèmia de COVID-19 | Cancel·lat per la pandèmia de COVID-19 |
|      |                                        |                                        |                                        |                                        |
| 2021 | 1st                                    | Gianluigi Donnarumma                   | Paris Saint-Germain FC                 | 594                                    |
| 2021 | 2nd                                    | Édouard Mendy                          | Chelsea FC                             | 404                                    |
| 2021 | 3rd                                    | Jan Oblak                              | Atlètic de Madrid                      | 155                                    |
|      |                                        |                                        |                                        |                                        |
| 2022 | 1st                                    | Thibaut Courtois                       | Reial Madrid                           | 456                                    |
| 2022 | 2nd                                    | Alisson                                | Liverpool FC                           | 108                                    |
| 2022 | 3rd                                    | Ederson                                | Manchester City FC                     | 72                                     |
|      |                                        |                                        |                                        |                                        |
| 2023 | 1st                                    | Emiliano Martínez                      | Aston Villa FC                         | 290                                    |
| 2023 | 2nd                                    | Ederson                                | Manchester City FC                     | 197                                    |
| 2023 | 3rd                                    | Yassine Bounou                         | Al-Hilal                               | 154                                    |